# Pauselijke Urbaniana Universiteit

Tijdschrift van de Pontificia università urbaniana: Euntes docete (naar Matth. 28:19: "Gaat en onderwijst"

De Pauselijke Urbaniana Universiteit (PUU), Latijn: Pontificia Universitas Urbaniana, is een instelling voor Hoger Onderwijs van de Heilige Stoel. De universiteit werd in 1627 met de pauselijke bul Immortalis Dei Filius opgericht door paus Urbanus VIII, naar wie de instelling is vernoemd. Het predicaat pauselijk verwierf de universiteit in 1962 met het motu proprio Fidei Propagandae van paus Johannes XXIII. Van de oprichting van deze universiteit was al tijdens het pontificaat van Gregorius XV sprake.
De universiteit valt onder de jurisdictie van de Congregatie voor de Evangelisatie van de Volkeren en heeft dus een sterk missionaire grondslag. De prefect van deze congregatie is ex officio grootkanselier van de Universiteit. De universiteit is gelegen op de Janiculum in Rome en heeft ongeveer 1500 studenten. De universiteit kent vier faculteiten: theologie, wijsbegeerte, canoniek recht en missiologie.